# Radmer
Radmer est une municipalité de Styrie dans le district de Leoben qui comprenait 511 habitants en 2021.

## Monuments
- Église Saint-Antoine de Padoue (1602).